# Kocs
Kocs es un pueblo húngaro perteneciente al distrito de Tata, condado de Komárom-Esztergom.

## Superficie
Cuenta con una superficie de 58,31 km².

## Demografía
Hasta 2024 la población era de 2687 habitantes, con una densidad de población de 46,08 hab/km².
| Gráfica de evolución demográfica de Kocs entre 2020 y 2024 |
|                                                            |
| Datos según la Oficina Central de Estadística de Hungría.  |